# L'ambulanza
L'ambulanza (The Ambulance) è un film thriller-horror del 1990 diretto da Larry Cohen.

## Trama
New York. Joshua soccorre una ragazza che si sta sentendo male per strada mentre la sta corteggiando. Dopo averla vista caricare su un'autoambulanza, decide di andarla a trovare in ospedale, dove scopre che lì non è mai arrivata. Joshua comincia ad indagare su questa ambulanza che misteriosamente fa sparire i pazienti una volta caricati, invece di portarli in ospedale.